# Эндикотт (река)
Эндикотт (англ. Endicott River) — река в юго-восточной части штата Аляска, США. В административном отношении протекает по территории боро Хейнс.
Берёт начало у подножия безымянного ледника примерно в 3 км к югу от горы Янг в хребте Чилкат. Высота истока — 730 м над уровнем моря. Течёт сначала на запад, а затем преимущественно в восточном направлении и впадает в Линн-Канал. Большая часть течения реки проходит в охраняемой дикой местности Эндикотт-Ривер, которая находится в пределах национального леса Тонгасс. Устье реки расположено в 40 км к северо-западу от города Джуно. Длина реки Эндикотт составляет 40 км.
Река получила своё название в 1880 году в честь американского политика Уильяма Кроуниншилда Эндикотта (англ. William Crowninshield Endicott).